# Tossal de la Pia
El Tossal de la Pia és una muntanya de 1.989 metres que es troba al municipi d'Alp, a la comarca de la Baixa Cerdanya.